# 7공주 대리운전
"7공주 대리운전"은 2015년에 개봉한 대한민국의 영화이다.

## 캐스팅
- 곽진영 : 나하니 (401호) 역
- 차영옥 : 서남희 (202호) 역
- 김동수 : 오덕호 (402호) 역
- 윤설희 : 강미미 (201호) 역
- 조유진 : 조민서 (101호) 역
- 임지영 : 방옥정 (301호) 역
- 마리아 : 에브라 (102호) 역
- 이현주 : 최리라 (302호) 역
- 한채진 : 소희 역
- 김학룡 : 401호 전남편 역
- 민신 : 302호 남편 역
- 이도윤 : 증권맨 / 택배맨 역
- 이재형 (우정출연)